# Bordelais (pays)
Pour les articles homonymes, voir Bordelais.

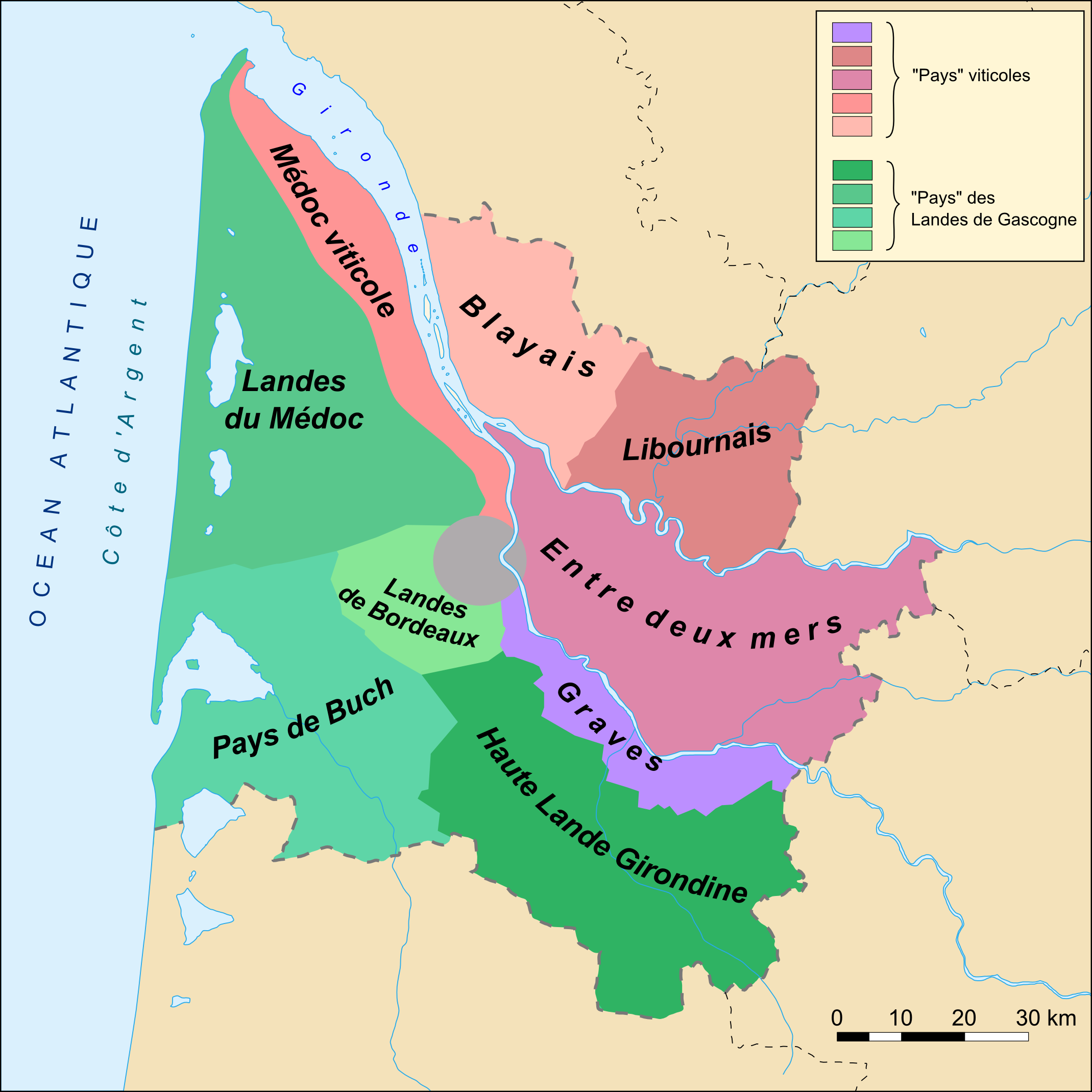
Carte de la Gironde.

On appelle Bordelais (Bordalés en occitan) la région sur les deux rives de la Garonne où s'est développée l'agglomération bordelaise. 
Plus largement, le terme désigne aussi la région viticole située autour de Bordeaux. 

## Géographie
Ouvert à l'ouest sur les Landes de Gascogne, le Bordelais est compris entre le Bazadais au sud et le Médoc au nord. Il prolonge le Médoc viticole mais on considère le Médoc comme une entité cohérente du fait de sa situation de presqu'île.
Bien sûr, la partie rive droite de l'agglomération bordelaise en fait partie. Bordeaux a toujours joué le rôle de capitale pour les terres de la rive droite de la Garonne. Mais là encore la géographie pousse à distinguer l'Entre-deux-Mers qui contraste nettement par son paysage vallonné.
Au sud du Bordelais, se trouve le vignoble des Graves de grande réputation, en particulier pour ses vins rouges et ses blancs de garde.
Plus au sud, on trouve le Sauternais, c'est-à-dire le val inférieur du Ciron, de réputation mondiale pour sa production de vins moelleux (sauternes et barsac).

## Histoire

Le Bordelais dans ses limites du XVIII et les communes et départements actuels. Les pays internes sont indiqués en pointillés.

À l'Antiquité, le Bordelais passait sous contrôle des Bituriges Vivisques, un peuple celte, installé là par les Romains.
Bordeaux s'imposera vite comme capitale de la Gaule aquitaine, de l'Aquitaine seconde puis de l'Aquitaine d'Aliénor qui deviendra la Guyenne sous l'époque anglaise.

## Culture
Historiquement tourné vers la Guyenne, dont Bordeaux est la capitale, le Bordelais est de tradition gasconne. 
La langue vernaculaire est le gascon, et la variété locale de Français est appelée le bordeluche.
Quelques mots locaux utiles à connaître :
- adieu, bonjour ou au revoir, à une personne que l'on tutoie.
- aste et cot, respectivement courson long et courson court : ce qu'il reste après la taille de la vigne en hiver.
- aubarède f., plantation de peupliers sur les terres alluvionnaires du val de Garonne.
- barragane f., poireau sauvage poussant dans les vignes.
- bourdieu f., domaine viticole (de borde).
- cournau m., quartier (situé à un coup de corne d'un village).
- échoppe bordelaise, maison urbaine, de plain-pied, à façade en pierres de taille calcaires.
- estey m., affluent de la Dordogne ou de la Garonne en aval de Bordeaux, dont la particularité est de se trouver à sec à marée basse. (La marée se fait sentir jusqu'à 50 km en amont de Bordeaux.)
- goudale f., chabrot.
- grave f., terrain constitué de graviers fluviatiles, prisé pour la viticulture.
- gueilles f., chiffons.
- guite f., petite amie, terme familier.
- jalle f., cours d'eau se jetant dans l'estuaire (en aval de Bordeaux sur la rive gauche).
- mounaque f., poupée, par extension épouvantail, personnage en chiffons grandeur nature.
- pibale f., civelle (alevin d'anguille).
- pichadey, parler bordelais, par extension Bordelais.
- pignada (mot masculin), pinède.
- piple m., bolet rugueux poussant sous les bouleaux (de populus peuplier).
- pitey m., échelle entaillée du résinier ; tour pour la chasse aux grives.
- rouille f., ruisseau (gascon arrouilh(e), m. ruisseau, f. rigole)[2]
- sangogne f., lézard des murailles.
- tricandilles f., charcuterie typique de la Gironde.

### Articles liés
- Gironde (département)
- Communauté urbaine de Bordeaux
- Landes de Bordeaux
- Vignoble de Bordeaux